# Lisa Gerrardová
Lisa Germaine Gerrardová (nepřechýleně Gerrard; * 12. dubna 1961 Melbourne) je australská hudebnice, zpěvačka a hudební skladatelka. Stala se známou jako členka hudební skupiny Dead Can Dance, kterou spoluzaložila a tvořila s Brendanem Perrym. Umělecky působí od roku 1981 do současnosti. Po rozpadu skupiny Dead Can Dance se vydala na sólovou dráhu a spolupodílela se na celé řadě projektů, zejména v oblasti filmové hudby. Za hudbu ve filmu Gladiátor byla za rok 2000 spolu s Hansem Zimmerem nominována na Oscara a v roce 2001 obdrželi cenu Zlatý glóbus. V hudbě, kterou komponuje, většinou i sama zpívá (má kontraalt) a hraje na různé nástroje. Velmi často užívá jang-čchin, což je čínská verze cimbálu.

## Život
Narodila se 12. dubna 1961 v australském Melbourne v rodině irských přistěhovalců. Vyrůstala v etnicky různorodém předměstí Prahran, kde poznala řeckou, tureckou, italskou, irskou a arabskou kulturu. Toto multikulturní prostředí v podstatné míře ovlivnilo její hudební zaměření, což je patrné z pozdější tvorby Dead Can Dance i z její vlastní sólové tvorby. Po založení skupiny Dead Can Dance se v roce 1982 s Brendanem Perrym přestěhovali do Londýna, kde spolu žili a tvořili až do rozchodu v roce 1998. Poté se Brendan Perry přestěhoval do Irska a každý se vydal na vlastní sólovou dráhu.

## Hudební kariéra

### Dead Can Dance
Skupina Dead Can Dance původně vznikla jako kvartet v roce 1981 v Melbourne. V roce 1982 se přestěhovala do Londýna, avšak již bez bubeníka Simona Monroea. V krátké době se do Austrálie vrátil i baskytarista Paul Erikson a zůstalo pouze duo Lisy Gerrardové a Brendana Perryho. Natočili spolu osm studiových alb, které všechny vydala nahrávací společnost 4AD. Dále vydali i jedno koncertní album a tři výběrová alba. Jejich duo se rozpadlo v roce 1998, ale v roce 2005 se dočasně dali opět dohromady a uspořádali celosvětové koncertní turné.

### Sólová dráha a spolupráce na dalších projektech

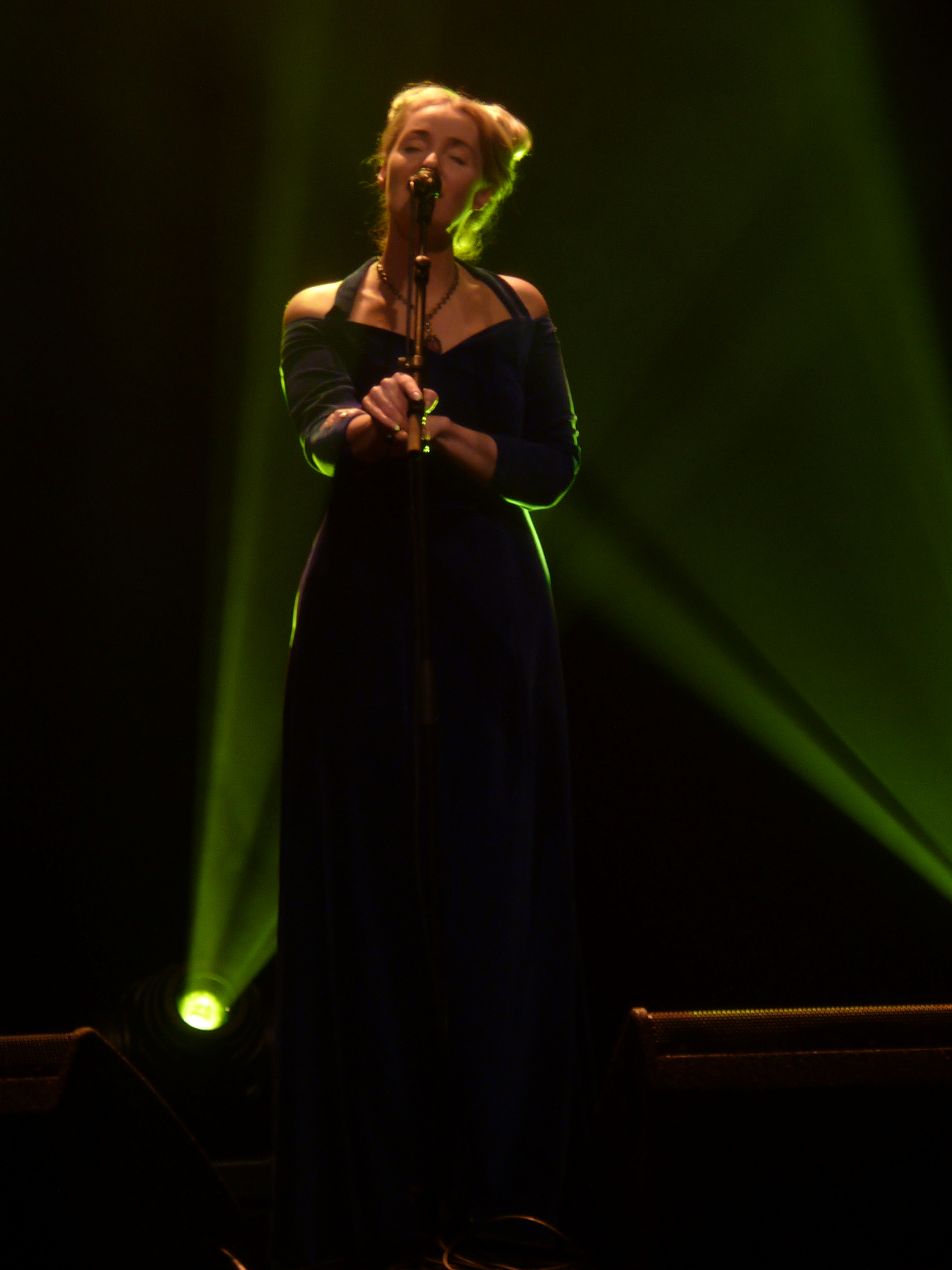
Koncert v Paříži (2009)

Již v roce 1995 nahrála a vydala první sólové album The Mirror Pool. Poté ještě spolupracovala s Brendanem Perrym v Dead Can Dance a v roce 1996 vydali poslední společné studiové album Spiritchaser. V roce 1998 spolu s Pieterem Bourkem nahrála album Duality, které předznamenalo jejich další spolupráci na filmové hudbě v celé řadě filmů (např. The Insider a Ali). V roce 2004 začala nově spolupracovat s hudebním skladatelem Patrickem Cassidy, s nímž vytvořila album Immortal Memory a další filmovou hudbu jako např. pro dvoudílnou televizní minisérii Salem's Lot.
V roce 2006 vznikl dokument Sanctuary, který se věnuje jejímu životu a dílu. Natočil jej režisér a producent Clive Collier. Obsahuje rozsáhlé rozhovory nejen s ní samotnou, ale i s dalšími umělci, s nimiž spolupracovala (např. Michael Mann, Russell Crowe, Hans Zimmer a Niki Caro.
V roce 2006 vydala své druhé sólové album The Silver Tree. Výrazně se lišilo od její předchozí tvorby a poprvé šlo o počin, který nebyl vydán společností 4AD, nýbrž prostřednictvím iTunes. Album bylo za rok 2006 nominováno na Australskou hudební cenu. V roce 2007 následovalo výběrové album The Best of Lisa Gerrard, které se ohlíží jak za jejím působení v Dead Can Dance, tak za dosavadní sólovou tvorbou. V dubnu a květnu 2007 se uskutečnilo koncertní turné v Austrálii, Evropě (27. dubna v pražském Divadle Archa), Kanadě a USA.
V říjnu 2008 vystoupila na festivalu Life Along the Borderline, který se uskutečnil u příležitosti nedožitých sedmdesátých narozenin zpěvačky Nico. Kurátorem festivalu byl velšský hudebník John Cale a Gerrardová vystupovala i následujícího roku. S Calem spolupracovala znovu v srpnu 2015, kdy po jeho boku vystoupila na melbourneském festivalu Supersense (představení bylo označováno jako Signal to Noise).

## Diskografie

### Sólová dráha
- Sólová alba
  - The Mirror Pool (1995)
  - Whalerider (Original Soundtrack) (2003)
  - The Silver Tree (2006)
  - The Best of Lisa Gerrard (2007)
  - The Black Opal (2009) vydavatelství Gerrard Records
  - Twilight Kingdom (2014)

- Singly
  - Sanvean (1995)
  - The Human Game (1998) s Pieterem Bourkem
  - Abwoon (2003) s Patrickem Cassidy
  - Coming Home (2010) vydavatelství Gerrard Records
  - Entry (2010) vydavatelství Gerrard Records
  - Come This Way (2010) vydavatelství Gerrard Records

- Spolupráce
  - Duality (1998) s Pieterem Bourkem
  - Immortal Memory (2004) s Patrickem Cassidy
  - A Thousand Roads (2005) s Jeffem Ronou
  - Ashes and Snow (2006) s Patrickem Cassidy
  - Farscape (2008) s Klausem Schulzem
  - Rheingold (2008) s Klausem Schulzem
  - Dziekuje Bardzo (2009) s Klausem Schulzem
  - Come Quietly (2009) s Klausem Schulzem
  - Departum (2010) s Marcello De Francisci
  - The Trail of Genghis Khan (2010) s Cye Wood
  - BooCheeMish (2018) s The Mystery of the Bulgarian Voices
  - Hiraeth (2018) s Davidem Kuckhermannem

### Filmová hudba
- Demoni 2 (1986) (jako Dead Can Dance)
- El Niño de la Luna (1989) (jako Dead Can Dance) – ve filmu Lisa Gerrardová také hraje, jde o její herecký debut)
- Baraka (1992) (jako Dead Can Dance s Michaelem Stearnsem)
- Nelítostný souboj (1995) – obsahuje materiál z alba The Mirror Pool
- Nadro (1998)
- Vikingové (1999) s Graemem Revellem – hudba nepoužita
- The Insider (1999) s Pieterem Bourkem
- Gladiátor (2000) s Hansem Zimmerem
- Gladiator – more music
- Mission: Impossible II (2000) s Hansem Zimmerem
- Černý jestřáb sestřelen (2001) – píseň „J’Attends – Gortoz A Ran“ s Denezem Prigentem
- Ali (2001) s Pieterem Bourkem
- Ali original soundtrack II
- Whale Rider (2002)
- Slzy slunce (2003) s Hansem Zimmerem
- The West Wing (televizní minisérie) (2003) – píseň „Sanvean“ v epizodě „7A WF 83429“
- One Perfect Day (2004)
- Umučení Krista (2004) s Patrickem Cassidym – nerealizováno
- Muž v ohni (2004) zpěv na hudbu Harryho Gregson-Williamsem
- Salem's Lot (televizní minisérie) (2004) s Patrickem Cassidym a Christopherem Gordonem
- Layer Cake (2004)
- A Thousand Roads (2005) s Jeffem Ronou
- Constantine (2005) – hudbu nedokončila a nebyla použita
- Fateless (2005) s Ennio Morriconem – písně „A song“, „A Voice from the Inside“, „Return to the Life“
- Seoul Train (2005)
- The Greater Meaning of Water (2006) – dříve nahraný materiál
- The Mist (2007)
- Balibo (2009) s Marcellem De Francisci
- Samsara (2011) s Michaelem Stearnsem a Marcellem De Francisci